# Карабалин, Узакбай Сулейменович
Карабалин, Узакбай Сулейменович (каз. Ұзақбай Сүлейменұлы Қарабалин, 14.10.1947, пос. Косчагыл, Эмбинский р-н, Гурьевская обл.) — доктор технических наук, Министр нефти и газа Казахстана (2013—2014 г.г.). Герой Труда Казахстана (2011).

## Биография
Родился 14 октября 1947 года в посёлке Косчагыл Эмбинского района Гурьевской области.
В 1970 году окончил Московский институт нефтехимической и газовой промышленности им. И. М. Губкина по специальности горный инженер.
После окончания института и аспирантуры, в 1973—1974 годах работал инженером-технологом Южно-Эмбинской нефтеразведочной экспедиции.
В 1974-1983 года — заведующий лабораторией, затем заместитель директора Казахского научно-исследовательского геологоразведочного нефтяного института.
С 1983 по 1990 годы — начальник управления ГТУ «Прикаспийгеология» Министерства геологии СССР
С 1990 по 1991 годы — заведующий кафедрой Гурьевского филиала КазПТИ.
С 1991 по 1992 годы — старший референт отдела промышленности Аппарата Президента и Кабинета Министров Республики Казахстан.
С 1992 по 1994 годы — начальник главного управления нефти и газа, заместитель министра энергетики и топливных ресурсов Республики Казахстан, заместитель министра нефтяной и газовой промышленности Республики Казахстан.
В 1995-1997 годах — стажер нефтяной компании «Agip» (Италия).
С 1997 по 2000 годы — вице-президент по корпоративному развитию, директор по перспективному развитию, вице-президент по перспективному развитию, первый вице-президент ЗАО "ННК «Казахойл»
Непродолжительное время в 1999 году исполнял обязанности президента ЗАО "ННК «Казахойл»
С февраля 2000 по январь 2001 года — президент ЗАО «КазТрансГаз»
С января 2001 года — вице-министр энергетики и минеральных ресурсов Республики Казахстан.
С февраля 2001 года — председатель совета директоров ЗАО «КазТрансОйл».
с мая 2001 по февраль 2002 года — председатель совета директоров ЗАО "НК «Транспорт нефти и газа».
С февраля 2002 года — председатель совета директоров ЗАО "НК «КазМунайГаз».
12 марта 2003 года назначен Президентом ЗАО "НК «КазМунайГаз».
В мае 2008 года освобожден от занимаемой должности.
В июне 2008 года назначем генеральным директором АО МангистауМунайГаз
В декабре 2009 года освобожден от должности генерального директора АО МангистауМунайГаз
В 01.2010-07.2013 президент Казахского института нефти и газа (КИНГ)
С 3 июля 2013 года Министр нефти и газа РК.
4 августа 2014 года освобожден от должности министра.

## Научная деятельность
Кандидат технических наук: в 1985 году защитил диссертацию по теме: «Разработка минерализированных растворов с адгезионным кольматантом для сохранения устойчивости глинистых пород при бурении скважин».
Автор книги «Технология проводки подсолевых скважин в Прикаспийской впадине» (1989 г., в соавторстве).

## Награды
- Звание «Қазақстанның Еңбек Ері» с вручением знака особого отличия «Алтын жулдыз» (Золотая звезда) и ордена «Отан» (2011)[2]
- Орден «Барыс» 3 степени (2005)
- Орден «Курмет» (1999)
- Юбилейная медаль «10 лет Конституции Республики Казахстан»
- Юбилейная медаль «10 лет Парламенту Республики Казахстан»
- Знак «Отличник разведки недр СССР» (1988)
- Знак «Почетный гражданин Атырауской области».(2012)
- Золотая медаль «Инженерная слава» (Международная инженерная академия, 2016)[3]